# Rechtsextremismus in Österreich
Der Rechtsextremismus gilt in Österreich nicht als verfassungsfeindliche oder strafrechtlich zu verfolgende Position. Er stellt für den Verfassungsschutz nur ein für die Prävention interessantes Vorfeld des durch das Verbotsgesetz 1947 verbotenen Neonazismus dar. Rechtsextremismus hat in Österreich aus Sicht des Staates eine andere Bedeutung als in Deutschland, da es das vor Extremismus zu schützende Konzept der freiheitlichen demokratischen Grundordnung nicht gibt. Laut Auskunft des Bundesministeriums für Inneres geht derzeit (Stand 2023) von der rechtsextremen Szene ein erhöhtes Risiko rechtsextremistisch motivierter Tathandlungen aus.

## Geschichte

### 1950–1960: Gründung der FPÖ
Nach dem Ende des Zweiten Weltkrieges wurde Österreich zwar auf Grund der Moskauer Deklaration aus dem Jahr 1943 als „das erste freie Land, das der typischen Angriffspolitik Hitlers zum Opfer“ gefallen war, angesehen, dennoch wurden hier, wie in Deutschland, von den Alliierten Maßnahmen der Entnazifizierung durchgeführt. 537.632 Personen waren als Mitglieder der NSDAP, der SS oder anderer Organisationen des nationalsozialistischen Regimes registriert. Auf Basis des Verbotsgesetzes wurden von Volksgerichten bis 1955 23.477 Urteile gefällt, davon 13.607 Schuldsprüche.
Trotz der Bemühungen um politische und administrative Entnazifizierung blieb eine ideologische Aufarbeitung des Nationalsozialismus und der Rolle Österreichs zwischen 1938 und 1945 weitgehend aus. Bereits kurz nach Kriegsende fand der österreichische Rechtsextremismus seine Wurzeln, als sich illegale neonazistische Organisationen bildeten. Zum ersten prominenten Fall nationalsozialistischer Wiederbetätigung wurde 1947/48 die Soucek-Rössner-Verschwörung: Der Grazer Kaufmann Theodor Soucek und mehrere weitere Personen wurden verhaftet, drei davon wurden zum Tode verurteilt, später aber begnadigt. Sie organisierten eine Werwolf-Bewegung, die Hitlers Befehl gemäß nach dem Zusammenbruch des „Dritten Reiches“ in den Untergrund gehen und von dort aus weiterkämpfen wollte.
Allerdings wurden im Zuge der politischen und sozialen Reintegration nationalsozialistische Richter, Staatsanwälte und Offiziere in die österreichische Judikative und Exekutive aufgenommen. Auch an den Universitäten und Hochschulen gab es trotz Entnazifizierungsmaßnahmen zum Teil rechtsextreme Tendenzen. Besonders deutlich wurde dies in der Borodajkewycz-Affäre: Auf einer Demonstration im Jahr 1965 kam es zu gewaltsamen Auseinandersetzungen, Ernst Kirchweger wurde durch einen Fausthieb eines Mitglieds des Ring Freiheitlicher Studenten tödlich verletzt. Dies war der erste Todesfall der politischen Auseinandersetzung in der Zweiten Republik.
Schon wenige Jahre nach Kriegsende begannen die beiden Volksparteien ÖVP und SPÖ Sympathisanten und Funktionsträger des NS-Regimes in Österreich zu umwerben. Im Februar 1949 wurde der „Verband der Unabhängigen“ (VdU) gegründet, der ehemaligen Nationalsozialisten, Deutschnationalen aber auch Rechtsliberalen ein Sprachrohr ihrer politischen Ziele und Interessen bot und vor allem NSDAP-Mitglieder, Heimatvertriebene und Heimkehrer – also Wehrmachtssoldaten oder politisch Verfolgte – anzusprechen suchte. Der VdU wies eine klar faschistische Attitüde auf, sodass dessen Parteiblätter mehrmals auf Grund von Verstößen gegen die Verfassung beschlagnahmt wurden. Von demokratischen Parteien umworben und in Gestalt des VdU mit legaler Einflussmöglichkeit ausgestattet, konnten österreichische Rechtsextremisten deutschnationaler Prägung wieder öffentlich aktiv werden und Organisationen wie z. B. diverse Soldatenbünde und Kameradschaftsverbände gründen. Dazu gehören der Österreichische Kameradschaftsbund, Österreichische Turnerbund, sowie der Kärntner Heimatdienst. Diesen wird die Verbreitung rechtsextremen Gedankenguts vorgeworfen. Als der VdU auf Grund parteiinterner Spannungen zerbrach, ging daraus 1956 die Freiheitliche Partei Österreichs (FPÖ) hervor, die sich in der Folge deutlich rechts der anderen Parteien positionierte, sich hinter ehemalige NSDAP- und SS-Angehörige stellte und gegen Einwanderung polemisierte.

### 1960–1970: Erstarken der NDP
Bis zur Gründung der Nationaldemokratischen Partei (NDP) 1966/67 wurde die FPÖ auch von der extremen Rechten wie Norbert Burger und vielen Südtirol-Aktivisten als parlamentarische Vertretung der rechtsextremen Bewegung in Österreich angesehen. Burger war an der Gründung des „Befreiungsausschuss Südtirol“ beteiligt, der mit terroristischen Aktionen, den Anschluss Südtirols an Österreich durchsetzen wollte. Da die NDP jedoch niemals nennenswerte Erfolge verbuchte und von manchen rechtsextremen Kräften wegen Opportunismus kritisiert wurde, folgte Anfang der 1970er Jahre die Gründung der „Aktion Neue Rechte“ (ANR). Bei der Bundespräsidentenwahl 1980 trat Burger als Kandidat an und erreichte 140.000 Stimmen (3,2 %). Seine Wahlkundgebungen wurden von Antifaschisten gestört, was zu gewalttätigen Auseinandersetzungen mit seinen Anhängern führte.

### 1970–1986: ehemalige Nationalsozialisten in der SPÖ und Radikalisierung der extremen Rechten
Die SPÖ-Minderheitsregierung des Jahres 1970 unter Bruno Kreisky umfasste Personen, die durch ihre NS-Vergangenheit belastet waren. Dazu gehörten das frühere SS-Mitglied Hans Öllinger. Oskar Weihs, Bautenminister Josef Moser sowie Verkehrsminister Erwin Frühbauer waren NSDAP-Mitglieder, Innenminister Otto Rösch hatte der SA angehört. Die ausländische Öffentlichkeit reagierte auf diese Regierungsmitglieder empfindlich. Kreisky löste mit seiner Inschutznahme von Friedrich Peter, ein ehemaliges Mitglied einer Mordbrigade der Waffen-SS und damaliger FPÖ-Obmann, gegenüber Simon Wiesenthal, die „Kreisky-Peter-Wiesenthal-Affäre“ aus.
In den 1970er Jahren kam es zu einer Radikalisierung der extremen Rechten. So wurde etwa die Wehrsportgruppe Trenck, die Waffen- und Sprengstofflager anlegte, aktiv. Außerdem gibt es in Österreich Übergriffe von Einzeltätern und gewalttätigen Kleingruppen, die Ausländer – oder Menschen, die sie dafür halten – tätlich angreifen. Wiederholt kam es zu Schändungen jüdischer Friedhöfe und immer wieder werden Nazi-Parolen an Wände geschmiert.

### 1980–1990: Jörg Haider
Anfang der 1980er Jahre versuchte Parteiobmann Norbert Steger, die FPÖ als liberale Partei mehr zur Mitte des politischen Spektrums auszurichten, scheiterte jedoch damit und wurde 1986 von Jörg Haider abgelöst. Unter dessen Führung trat die FPÖ einerseits gegen die „Altparteien“ (SPÖ und ÖVP) auf, versuchte sich als Bewegung abseits des politischen Establishments darzustellen und sprach sich dezidiert gegen Zuwanderung und „Multikulti“ aus. Haider wurde vorgeworfen, antisemitische und fremdenfeindliche Vorurteile zu mobilisieren. Die rechtsextreme AFP unterhielt gute Beziehungen zu Haider und der FPÖ und verzichtete auf einen eigenen Wahlantritt zugunsten der FPÖ.
1986 erschütterte die „Waldheim-Affäre“ Österreich. Ebenfalls im Jahr 1986 gründete der Wiener Rechtsextremist und Revisionist Gottfried Küssel die Volkstreue Außerparlamentarische Opposition (VAPO), die im Zuge der Briefbombenaffäre Anfang/Mitte der 1990er von der Polizei zerschlagen wurde.

### 1990–2000: Rechtsterrorismus, Regierungsbeteiligung der FPÖ
In den 1990er Jahren erfolgte eine Serie verheerender Anschläge mit Briefbomben gegen Menschen, die als Vertreter einer liberalen und ausländerfreundlichen Politik angesehen wurden, darunter Helmut Zilk und Arabella Kiesbauer. Einem Anschlag am 4. Februar 1995 mit Rohrbomben und Sprengfallen fielen in Oberwart vier Roma zum Opfer. Als Täter wurden zunächst organisierte Neonazi-Gruppen verdächtigt. Im Laufe der Untersuchungen wurden einige Waffendepots ausgehoben. In diesem Zusammenhang wollten ÖVP und SPÖ zu einem harten Vorgehen gegen die österreichischen Rechtsradikalen übergehen. Die Anschläge stellten sich jedoch als Taten des rechtsradikalen Einzeltäters Franz Fuchs heraus.
Unter Haiders Führung verfolgte die FPÖ einen wegen seiner polarisierenden Rhetorik kritisierten rechtspopulistischen Kurs. Trotzdem gelang es der Partei, sowohl die nationalen Wähler als auch die mit der großen Koalition unzufriedenen Protestwähler anzusprechen, starke Stimmengewinne zu erzielen und bei der Nationalratswahl 1999 schließlich zweitstärkste Partei mit über 25 Prozent zu werden.
Im Dezember 1997 verbreitete Engelwerk-Mitglied Robert Prantner in der Zeitung Zur Zeit von Andreas Mölzer die antisemitische Ritualmordlegende um Anderl von Rinn und verlangte von der „Weltjudenheit“ eine Entschuldigung für weitere von ihm ohne Beweis behauptete „Ritualmorde“, ohne dafür strafrechtlich belangt zu werden.
2000 ging die FPÖ eine Koalitionsregierung mit der ÖVP ein. Dies führte international zu erheblichen Protesten bis hin zu diplomatischen Sanktionen durch die Europäische Union. Im Weisenbericht aus dem Jahr 2000 wird die FPÖ als „rechtspopulistische Partei mit extremistischer Ausdrucksweise“ beschrieben. Nach der Regierungsbeteiligung nahmen offen rechtsextreme Tendenzen in der FPÖ ab. Einzelne Mitglieder machten weiterhin mit rechtsextremen Aussagen auf sich aufmerksam und sorgten immer wieder für Empörung. So beispielsweise die FPÖ-Nationalratsabgeordnete Helene Partik-Pablé, Heinz-Christian Strache, Ernest Windholz, der damalige FPÖ-Landesvorsitzende Niederösterreichs, sowie der Kärntner Landeshauptmann Gerhard Dörfler.

### 2000–2010
Die ÖVP-FPÖ-Regierung Schüssel stellte 2002 das Erscheinen des Rechtsextremismusberichts ein. Diese offizielle Übersicht zu Erscheinungsformen und nachrichtendienstliche Erkenntnisse über die rechtsextreme Szene ist bis dahin jährlich als eigenständiger Bericht veröffentlicht worden.
Ab 2002 kam es zum verstärkten Auftreten von Skinheads in Wien. Rechtsextremistische Täter verübten unter anderem Angriffe auf Einrichtungen der SPÖ. Ab 2004 ließ sich ein verstärktes Zusammenrücken innerhalb der rechtsextremen Szene erkennen. Als Sammelbecken fungierte die Arbeitsgemeinschaft für demokratische Politik (AFP) mit ihrer Jugendorganisation Bund freier Jugend (BfJ). Die rechtsextreme Skinheadszene zeichnete ein hohes Gewaltpotential aus. Es gab Überschneidungen mit der gewaltbereiten Hooliganszene. Das Internet wurde zunehmend für Vernetzung und Propaganda genutzt. Ab 2003 wurde der BfJ von den Sicherheitsbehörden als „Träger rechtsextremen Gedankengutes“ beobachtet.
2008 stellte die steirische Landesregierung die Zahlung von Förderungen an den Ring Freiheitlicher Jugend (RFJ) ein, nachdem dieser unter anderem das Aufstellen von Schafherden im Grazer Stadtpark als „Sofortmaßnahme gegen türkisch-muslimische Vergewaltigungen“ propagiert hatte. Die zuständige Landesrätin, Bettina Vollath, bezeichnete die Sujets des RFJ als „menschenverachtende und rassistische Äußerungen“, die den Förderungskriterien des Landes zuwiderliefen. Ein RFJ-Funktionär wurde wegen Verhetzung verurteilt, da er mit der Forderung bezüglich der Schafherden Muslimen eine Tendenz zur Sodomie unterstellte.
Im Mai 2009 verübten mehrere Jugendliche im ehemaligen KZ Ebensee einen Überfall auf eine Gedenkveranstaltung von Überlebenden des Holocaust. Die Täter beschossen die Teilnehmer der Veranstaltung mit Softguns und artikulierten nationalsozialistische Parolen. Im August stellte das Bundesheer unter der Leitung von Verteidigungsminister Norbert Darabos die Teilnahme am Ulrichsberg-Treffen ein. 2009 wurde die rechtsextreme Website Alpen-Donau.info veröffentlicht.

### 2010–2020: Etablierung der Neuen Rechten als zweite Hauptströmung des Rechtsextremismus in Österreich
Im Jänner 2010 verübten mehrere nationalsozialistische Lieder singende Neonazis in einem Grazer Lokal einen Überfall auf eine Gruppe Jugendlicher. Während des Public Viewing eines Fußballspieles griffen zum Teil dieselben Personen den Nationalratsabgeordneten Werner Kogler an und verletzten einen seiner Begleiter schwer. Die zum Teil aus dem RFJ-Milieu stammenden Täter begingen ferner mit Franz Radl diverse Wiederbetätigungen. Im Juli 2010 kam es zu einem rechtsextremistisch motivierten Brandanschlag auf ein mehrheitlich von Ausländern bewohntes Haus im Wiener Bezirk Floridsdorf.
2011 wurden mehrere Personen nach langjährigen Ermittlungen gegen die Betreiber von Alpen-Donau-Info in Untersuchungshaft genommen. 2012 wurden drei Personen, darunter Gottfried Küssel als Betreiber bzw. Initiator der Website, wegen nationalsozialistischer Wiederbetätigung in erster Instanz nicht rechtskräftig zu mehrjährigen Haftstrafen verurteilt.
Im August 2012 wurde in Oberösterreich die Auszahlung von Landesförderungen an den RFJ kritisiert, nachdem ein RFJ-Aktivist ausländischen Frauen u. a. drohte: „Wegen euch sperren wir Mauthausen wieder auf und vergasen euch lebend!“. Der Täter wurde wegen Verhetzung und gefährlicher Drohung zu einer bedingten Haftstrafe verurteilt. Im Februar 2013 leitete das oberösterreichische Landesamt für Verfassungsschutz Ermittlungen gegen einen Innviertler Gemeinderat der FPÖ ein, der in einem sozialen Netzwerk einen Wirtschaftskrieg eines „jüdischen Weltkongresses“ gegen Deutschland 1933 behauptete und den Film Schindlers Liste als „jüdischen Propagandafilm“ bezeichnete. Der Bezirksobmann des RFJ in Ried hatte zuvor in einem sozialen Netzwerk ein Bild seiner Person in einem T-Shirt mit der Aufschrift „Auschwitz rules“ veröffentlicht.
Im August 2013 wurde bei einer Razzia der österreichischen Polizei der Rechner des rechtsextremen Blogs kreuz.net beschlagnahmt, bei zwei katholischen Priestern in Wien und Oberösterreich wurden Hausdurchsuchungen durchgeführt. Im September 2017 wurde in Österreich weiterhin gegen sieben Personen wegen Verhetzung und nationalsozialistischer Wiederbetätigung auf kreuz.net ermittelt, wie Justizminister Wolfgang Brandstetter (ÖVP) auf Anfrage der Grünen im Nationalrat bestätigte. Unter den Personen, gegen die weiter ermittelt wurde, befand sich auch der Herausgeber der Website.
In Österreich wurde 2012 unter der Bezeichnung Verein zur Erhaltung und Förderung der kulturellen Identität der dortige Ableger des aus Frankreich stammende rechtsextreme Bloc identitaire im Vereinsregister eingetragen. Für die Etablierung dieser neuen rechtsextremen Strömung, die in Österreich wie auch in Deutschland unter Identitäre Bewegung bekannt ist, ist das Ausweichen weg vom offenen Neonazismus hin zu einer unverfänglicheren Form aufgrund des nach 2010 erhöhten Repressionsdrucks mitursächlich. Im Verfassungsschutzbericht 2017 bezeichnete das Bundesamt für Verfassungsschutz und Terrorismusbekämpfung die Identitäre Bewegung Österreich (IBÖ) als „eine der wesentlichen Trägerinnen des modernisierten Rechtsextremismus“. Neben dem tradierten Neonazismus repräsentiert die Neue Rechte somit seit dieser Dekade die zweite Hauptströmung des Rechtsextremismus in Österreich.

### Seit 2020
Im Zuge der COVID-19-Pandemie in Österreich kam es regelmäßig zu Demonstrationen von Leugnern der Coronapandemie, auf denen Rechtsextreme antidemokratische Agitation betrieben und die sie zur Mobilisierung und Rekrutierung nutzen. Auf diesen Demonstrationen, die Ende 2021 und Anfang 2022 den höchsten Zulauf hatten, verbreiten sowohl neurechte wie neonazistische Akteure ihr Gedankengut unter einem bisher kaum erreichten, heterogenen Zielpublikum. Aufgrund dieser Entwicklung wächst die rechtsextreme Szene derzeit (Stand 2023) stetig, Waffenfunde belegen auch ein steigendes Risiko rechtsextrem motivierter Tathandlungen.
Bei einer Hausdurchsuchung 2021 wurden bei einem langjährigen Unterstützer der IBÖ zahlreiche Waffen, Sprengmittel und NS-Devotionalien sichergestellt, sowie Pläne für einen Terroranschlag auf das Wiener Volksstimmefest. Er wurde festgenommen und im Oktober 2022 zu einer fünfjährigen Haftstrafe verurteilt.
Die im Regierungsprogramm der ÖVP-Grüne-Regierung 2020 verankerte Wiedereinführung des jährlichen Rechtsextremismusberichts steht noch aus (Stand 2023).
Die FPÖ-Politiker Herbert Kickl und Udo Landbauer werden als rechtsextrem eingestuft.

## Rechtsextreme Publizistik
Die rechtsextreme Medienlandschaft in Österreich ist durch eine Vielfalt an Akteuren und Publikationen gekennzeichnet. Das DÖW, das im Sommer 2023 mit der Abfassung eines (jährlichen) Rechtsextremismusberichts in Österreich beauftragt wurde, sieht als Kriterien für die Auswahl rechtsextremer Publizistik die Relevanz für den organisierten Rechtsextremismus, die Nähe zu diesem Spektrum sowie die Bedeutung über die rechtsextreme Szene hinaus.
Der Attersee-Report, eine vierteljährlich erscheinende Zeitschrift mit einer Auflage von 3000 Exemplaren, wird von Norbert Nemeth, einem ehemaligen Parlamentsdirektor der FPÖ und Mitglied der Burschenschaft Olympia Wien, herausgegeben und widmet sich primär politisch-philosophischen Grundsatzfragen. Als Medieninhaber fungiert der Freiheitliche Arbeitskreis Attersee, eine Vorfeldorganisation der FPÖ, die Chefredaktion obliegt Jörg Mayer (Mitglied der Burschenschaft Teutonia Wien). Das Online-Medium unzensuriert.at entstand ebenfalls im Umfeld der FPÖ. Es wurde 2009 unter der Schirmherrschaft des damaligen Dritten Nationalratspräsidenten Martin Graf gegründet und gilt als Ausgangspunkt für die Entwicklung der heutigen rechten Alternativmedien-Landschaft im Online-Bereich. Innerhalb der rechtsextremen Szene findet es jedoch vergleichsweise geringe Rezeption.
Ein jüngeres Online-Medium, Report24, das 2021 vom Wochenblick abgespalten wurde, thematisiert wiederholt Narrative der extremen Rechten, betont aber gleichzeitig eine gewisse Eigenständigkeit. Dies manifestiert sich in einer weniger engen Anbindung an die FPÖ im Vergleich zu anderen oberösterreichischen Medien wie Info-DIREKT, AUF1 und dem früheren Wochenblick, sowie in einer Distanzierung von Teilen der extremen Rechten, bei gleichzeitiger Nähe zur MFG. Der ebenfalls in Oberösterreich ansässige regionale Fernsehsender RTV verlagerte seinen Fokus während der Corona-Pandemie auf rechtsextreme und verschwörungsideologische Narrative und bietet Vertretern entsprechender Szenen regelmäßig eine Plattform. 2022 strahlte der Sender über mehrere Monate Nachrichtensendungen von AUF1 aus, was die Medienbehörde KommAustria 2023 als rechtswidrig einstufte, da RTV keine redaktionelle Kontrolle über die Inhalte ausübte und AUF1 keine Sendelizenz besaß. Im Jahr 2023 präsentierte der Sender einen „Rückblick der Chefredakteure“, zu dem Philipp Huemer (Heimatkurier), Florian Machl (Report24), Michael Scharfmüller (Info-DIREKT) und Stefan Magnet (AUF1) eingeladen waren.
Eine Sonderstellung nimmt die länderübergreifende Plattform Unser Mitteleuropa ein. Dies ist weniger auf ihre Inhalte zurückzuführen, die sich thematisch im üblichen Rahmen bewegen – von Corona über Islam und Migration bis hin zu LGBTIQ und Klimapolitik – sondern vielmehr auf ihre gesamteuropäische Ausrichtung. Die Plattform wurde 2016 von einem österreichischen Neonazi mitbegründet und zunächst von einer ungarischen Stiftung unter dem Vorsitz des damaligen Jobbik-Politikers János Bencsik getragen. Nach einer kurzen Unterbrechung wurde das Projekt 2020 neu gestartet. Nach Recherchen von Netzpolitik.org und Stoppt die Rechten wurde das Impressum geändert. Aktuell fungiert ein European Institute for Policy Research and Media Networking mit Sitz in Hongkong als Medieninhaber. Im Jahr 2022 berichtete Correctiv über das Netzwerk Europäische Medienkooperation, dem mutmaßlich über 25 Webseiten aus dem konservativen bis rechtsextremen Spektrum aus elf europäischen Ländern angehören sollen, wobei Ungarn im Zentrum steht. Unser Mitteleuropa soll dabei eine zentrale Rolle spielen, indem es Inhalte von Partnermedien übernimmt, übersetzt und so einem breiteren Publikum zugänglich macht. Umgekehrt nutzen auch die beteiligten Medien die gesammelten Inhalte. Aus dieser Kooperation entstand 2021 ein Interview mit Herbert Kickl, bei dem ihm Fragen von Medien aus neun Ländern gestellt wurden. Als Partner werden im September 2024 aus Österreich Der Status, Zur Zeit (von dem laut Correctiv-Recherche die meisten Inhalte übernommen werden) und AUF1 genannt, sowie aus Deutschland unter anderem das COMPACT-Magazin.
Oberösterreich stellt gegenwärtig einen Schwerpunkt der rechtsextremen Publizistik in Österreich dar. Neben AUF1, Info-DIREKT und dem WOCHENBLICK (während seiner Erscheinungszeit) hat auch der Heimatkurier dort seinen Sitz, der als Redaktionsadresse das identitäre Hausprojekt in Steyregg bei Linz angibt. Freilich erscheint in der Steiermark, wo auch der Ares-Verlag ansässig ist, während der Jahrweiser-Verlag in Kärnten beheimatet ist. Die meisten anderen Verlage sowie die Wochenzeitung Zur Zeit haben ihren Sitz in Wien.
Die meisten der genannten Medien, insbesondere die Printprodukte, sind hinsichtlich ihrer Verbreitung eher Nischenprodukte. In Studien zur Mediennutzung in Österreich werden sie nur am Rande erwähnt, beispielsweise im jährlich von der Universität Salzburg erstellten Digital News Report. Für den Bericht von 2020 wurden unter dem Titel „Parteiische Nachrichtenwebsites – Bekanntheit und Nutzung“ auch unzensuriert.at und Info-DIREKT untersucht. Dabei wurde für beide ein Bekanntheitsgrad von unter 20 bzw. unter 10 Prozent festgestellt. Vier Prozent der Befragten gaben an, unzensuriert.at in der Vorwoche genutzt zu haben, um Nachrichten abzurufen. Der Bericht von 2024 listete in einem Ranking der Medien nach Nutzungshäufigkeit unter 37 Printmarken kein einziges rechtsextremes Medium auf. Bei den Online-Medien belegte unzensuriert.at Platz 34. AUF1 und der WOCHENBLICK werden in den Berichten nicht genannt, da sie von den Befragten nicht aktiv erwähnt wurden, obwohl sie monatliche Seitenzugriffe im Millionenbereich erreichten bzw. erreichten. Besonders hohe Zugriffszahlen verzeichneten sie während der Hochphase der Corona-Pandemie. Der Rückgang dieser Reichweite ist neben der Themenkonjunktur auch auf die wachsende Konkurrenz, insbesondere durch Report24, zurückzuführen.
Die wirtschaftliche Tragfähigkeit vieler dieser Projekte erscheint daher als unsicher, was sich auch in regelmäßigen Spendenaufrufen zeigt. Eine in den letzten Jahren zunehmende Praxis zur Erweiterung der finanziellen Basis und des diskursiven Einflusses besteht in der verstärkten Ausrichtung auf den größeren deutschen Lesermarkt. Um dort erfolgreich zu sein, widmen Medien wie Info-DIREKT, AUF1, Freilich und der Heimatkurier erhebliche Teile ihrer Berichterstattung deutschen Themen und Personen, insbesondere Vertretern der AfD und ihrer Jugendorganisation. Unzensuriert.at richtete 2017 einen eigenen Ableger für Deutschland (unzensuriert.de) ein, und AUF1 eröffnete 2022 ein „Hauptstadtstudio“ in Berlin. Die Wirkung dieser Bemühungen um den deutschen Markt zeigt sich beispielsweise darin, dass Report24 und AUF1 in Deutschland mehr Leser finden als in Österreich. Auch politische Auswirkungen sind erkennbar, wie eine Recherche der Plattform Correctiv über die Einflussnahme von Report24, WOCHENBLICK, Info-DIREKT und AUF1 auf den deutschen Bundestagswahlkampf 2021 nahelegt. Im Jahr 2022 veröffentlichte das deutsche CeMAS-Institut eine Analyse über Desinformation und Propaganda im Zusammenhang mit dem Krieg in der Ukraine. In einer Liste der in der ersten Kriegswoche in deutschsprachigen verschwörungsideologischen Telegram-Kanälen und -Gruppen am häufigsten geteilten deutschsprachigen Medien finden sich mit Report24 (Platz 2) und dem WOCHENBLICK (Platz 9) zwei österreichische Titel. In einer separaten Liste der meistgeteilten „Alternativmedien“ ist Österreich mit vier Einträgen in den Top-10 vertreten, während Deutschland nur zwei Einträge hat: Report24 (2), WOCHENBLICK (6), der linksobskurantistische Blog tkp (8) und AUF1 (10).
Neben der verstärkten Ausrichtung auf Deutschland war in den letzten Jahren in der rechtsextremen Publizistik Österreichs eine zunehmende Tendenz zur Bildung einer kollektiven Identität als „Alternativmedien“ festzustellen, die mit einer verstärkten Zusammenarbeit einherging. Die Tagung „Verteidiger Europas“ 2016 in Linz, die 2018 in Aistersheim (Oberösterreich) eine zweite Auflage erfuhr, spielte dabei eine integrative Rolle. Das wachsende Selbstverständnis als Kollektivakteur manifestierte sich unter anderem in Form von Inseratentausch und redaktioneller Bewerbung verwandter Medien. Auch in der Folge fanden wiederholt Vernetzungstreffen und Leistungsschauen der rechtsextremen Publizistik statt, wie beispielsweise eine „Messe der ‚alternativen Medien‘“ in Gleisdorf am 17. September 2022, die unter anderem Vertreter der Tagesstimme, des Freilich-Magazins, des Heimatkurier und von Info-DIREKT zusammenbrachte. Im Jahr 2023 wurde das regelmäßige Online-Format „Runde der Chefredakteure“ eingeführt, in dem rechtsextreme Medienmacher unter der Moderation von Konrad Weiß (Der Eckart) aktuelle politische Entwicklungen diskutieren.
Die Unterstützung der FPÖ für die rechtsextreme Publizistik, insbesondere seit ihrer letzten Regierungsbeteiligung auf Bundesebene, ist in ihrem Umfang und ihrer Qualität bemerkenswert. Parallel zum Aufbau des parteieigenen FPÖ TV wurde bereits unter Heinz-Christian Strache die Förderung von Vorfeldorganisationen systematischer betrieben und während der Regierungszeit von 2017 bis 2019 auch über Ministerien mit FPÖ-Führung ausgebaut. Diese Unterstützung erfolgt in Form von Anzeigen, Interviews, Gastbeiträgen, dem Teilen von Inhalten in sozialen Medien und der Bereitstellung exklusiver Inhalte.
Nach dem Ausscheiden der FPÖ aus der Bundesregierung im Jahr 2019 wurde die Zusammenarbeit weiter intensiviert. Am 10. Oktober 2020 berichtete Christian Hafenecker in einer Rede auf der „2. Konferenz der Freien Medien“ im Berliner Bundestag, die von der AfD-Fraktion veranstaltet wurde, über eine regelmäßige Abstimmung seiner Partei mit relevanten Medien. Als Beispiele nannte Hafenecker „die Plattform unzensuriert, de[n] WOCHENBLICK, Fass ohne Boden […], das Freilich-Magazin, Zur Zeit […] oder Info-DIREKT“. Die „strukturierte Vorgehensweise“, mit der die FPÖ die Beziehungen zu diesen Akteuren pflege, sei auch eine Reaktion auf die veränderte Position der Kronenzeitung, die „früher ein sehr sehr guter Partner der FPÖ“ gewesen sei:

„Wir haben hier regelmäßige Treffen auch mit den Chefredakteuren dieser Medien und Plattformen, und das ist wirklich institutionalisiert. Es wird versucht, sich wirklich gegenseitig zu helfen. Darauf legen wir großen Wert. Und das wächst seit ein, zwei Jahren wirklich gut und funktioniert auch gut.“

Dieser Ansatz wurde unter dem Parteiobmann Kickl (ab 2021) bestätigt und fortgeführt. Als im Sommer 2023 der oberösterreichische „Aktionsplan gegen Extremismus“ im Umfeld der FPÖ für Aufsehen sorgte, sicherte Hafenecker in einem Gruppeninterview mit „Alternativmedien“ die uneingeschränkte Solidarität der FPÖ zu. Im September 2023 wählte Kickl AUF1 als Plattform für ein exklusives Doppelinterview mit der AfD-Bundessprecherin Alice Weidel. Im Rahmen ihrer „Herbstoffensive gegen Linksextremismus“ führte die FPÖ Medien wie unzensuriert.at, AUF1 oder Der Status als Referenzen in parlamentarischen Anfragen an. Am 11. Oktober 2023 veranstaltete der freiheitliche Parlamentsklub in den Räumlichkeiten des Parlaments gemeinsam mit dem Freiheitlichen Akademikerverband (FAV) eine Podiumsdiskussion zum Thema „Unabhängigkeit und Freiheit des österreichischen Journalismus – Freie Medien“. Hafenecker diskutierte dabei mit Stefan Magnet (AUF1) und Heinrich Sickl (Freilich), während Info-DIREKT in berichtender Funktion anwesend war. Die Freiheitliche Akademie Wien begrüßte dies und betonte, dass erstmals „alternative Medien zu einer Podiumsdiskussion in das österreichische Parlament eingeladen“ worden seien. Die FPÖ-EU-Abgeordnete Petra Steger bezeichnete Rechtsaußen-Medien wie Info-DIREKT, AUF1, Compact, Freilich und Report24 im Jahr 2025 als „qualitativ hervorragende freie Medien“.